# جيمي سميث (عازف الأرغن)
جيمي سميث (بالإنجليزية: Jimmy Smith)‏ (و. 1925 – 2005 م) هو عازف أرغن، وعازف بيانو، وعازف جاز أمريكي، يستخدم آلات أورغن مثل أورغن هاموند، توفي في فينيكس، أريزونا، عن عمر يناهز 80 عاماً.

## وصلات خارجية
- جيمي سميث على موقع IMDb (الإنجليزية)
- جيمي سميث على موقع الموسوعة البريطانية (الإنجليزية)
- جيمي سميث على موقع ألو سيني (الفرنسية)
- جيمي سميث على موقع ميوزك برينز (الإنجليزية)
- جيمي سميث على موقع أول موفي (الإنجليزية)
- جيمي سميث على موقع قاعدة بيانات الأفلام السويدية (السويدية)
- جيمي سميث على موقع إن إن دي بي (الإنجليزية)
- جيمي سميث على موقع أول ميوزيك (الإنجليزية)
- جيمي سميث على موقع ديسكوغز (الإنجليزية)
- جيمي سميث على موقع قاعدة بيانات الفيلم (الإنجليزية)